# Duchesse d'Angoulême (poire)
Pour l’article homonyme, voir Duchesse d'Angoulême.
La Duchesse d'Angoulême désigne une variété de poire.

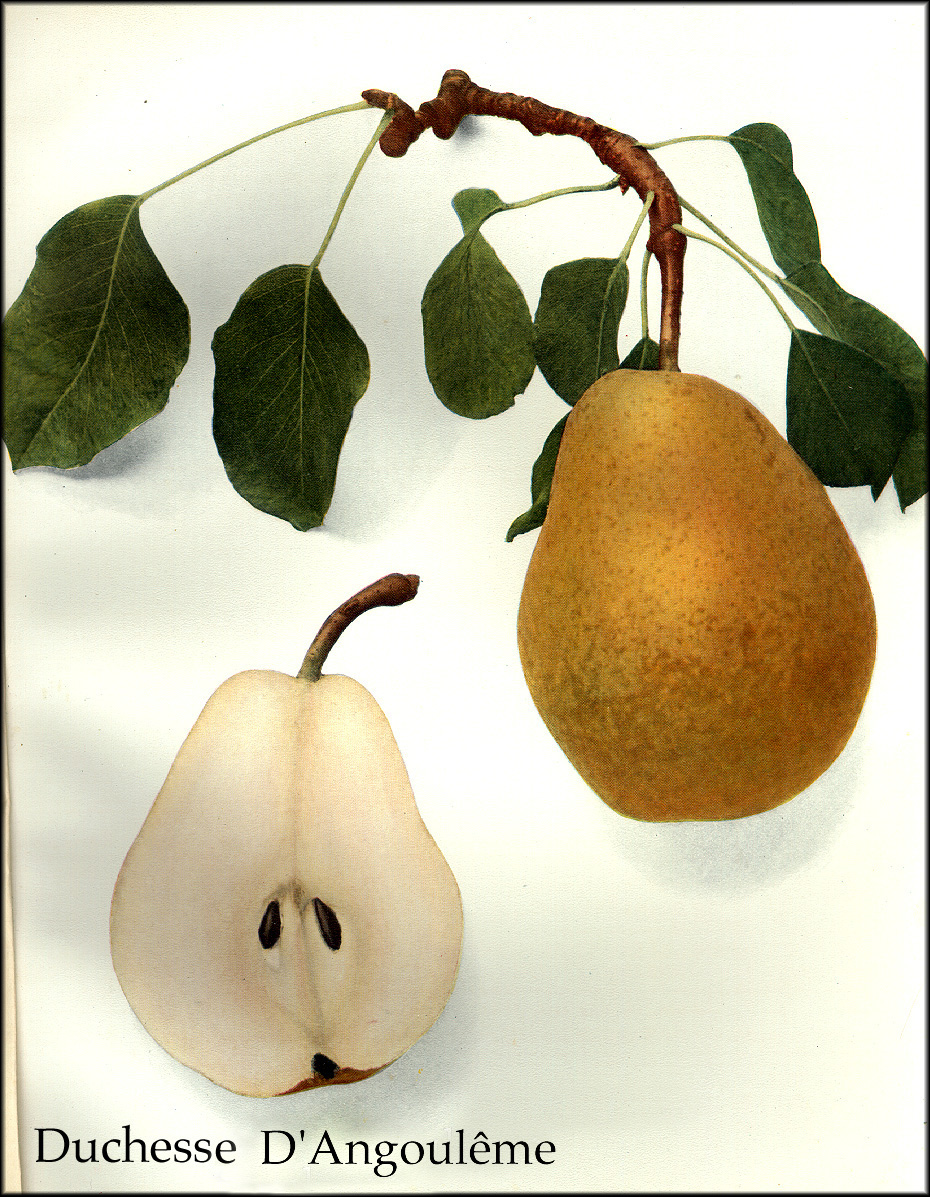

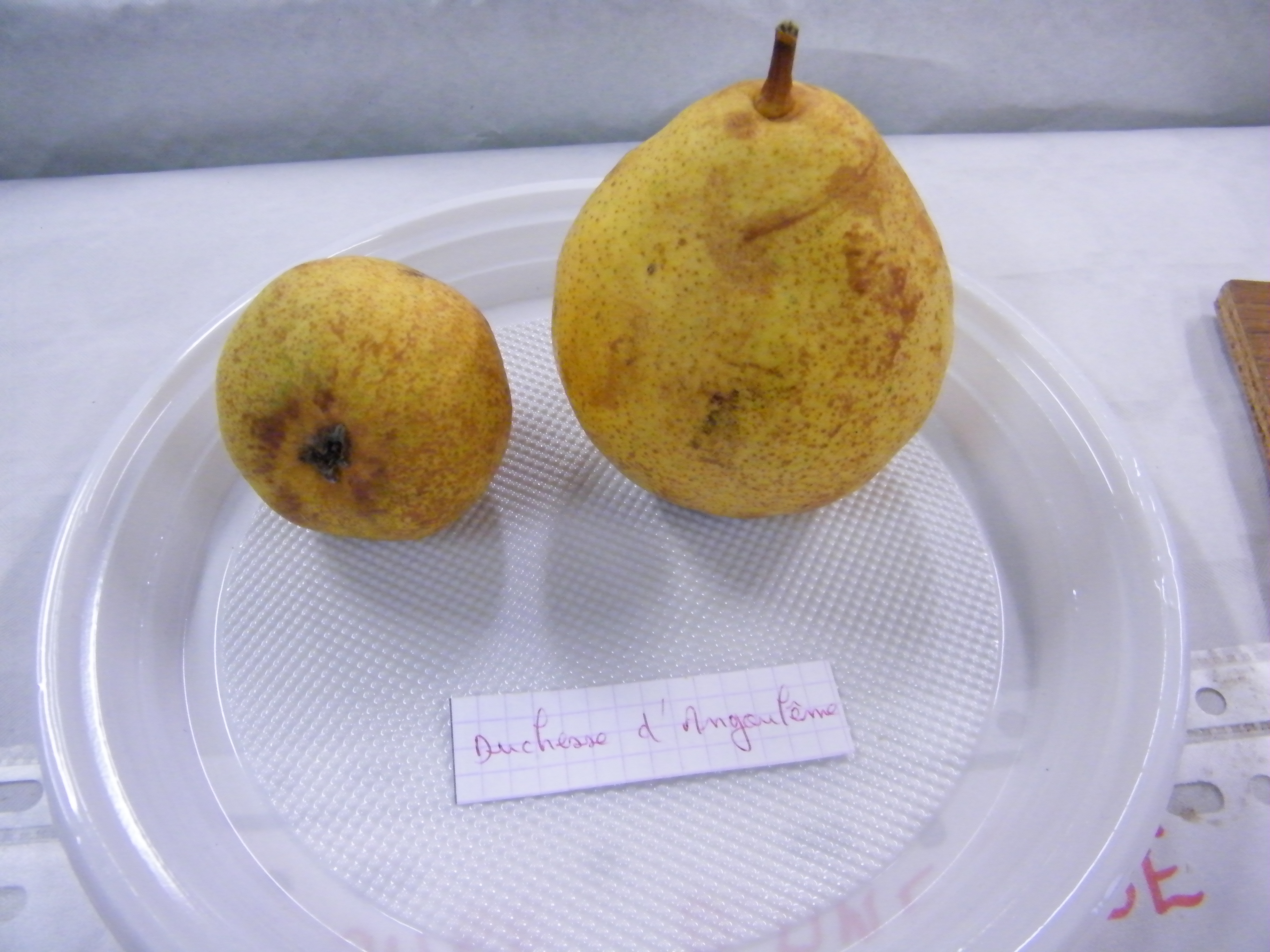
À maturité.

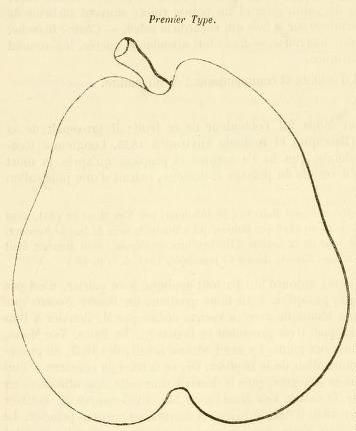
Silhouette du type 1.

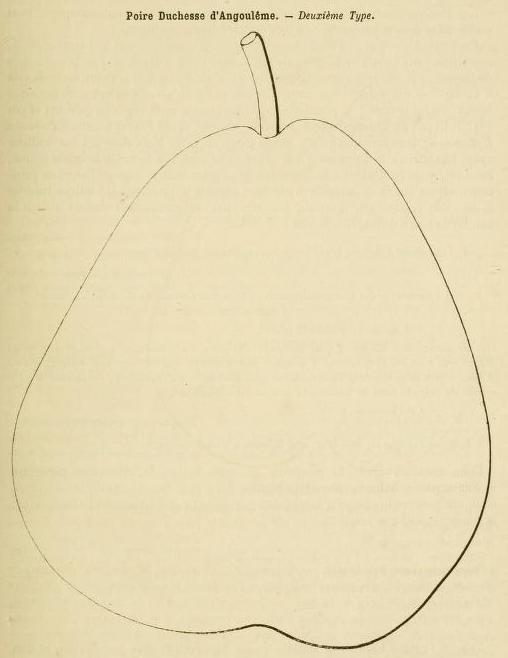
Silhouette du type 2.

Initialement, elle était nommée Poire des Éparonnais. Ensuite, elle a été rebaptisée Duchesse d'Angoulême en l'honneur de Marie-Thérèse de France, fille ainée de Louis XVI et de Marie-Antoinette. Le 10 juin 1799, en épousant son cousin Louis, duc d'Angoulême, elle prend ce titre.

## Synonymie
- Poire des Éparonnais ;
- Duchesse ;
- Pézenas[1].

## Description

### Arbre
- Très vigoureux.
- Constamment fertile.

### Fruit
- Gros à très-gros, jaune verdâtre.
- Sa pelure est assez épaisse.
- La pulpe est blanche, fondante à l'arôme exquis.

## Maturité
Fruit d'automne.

## Origine
Un poirier avait poussé naturellement à la ferme des Éparonnais, commune de Cherré près de Champigné et de Châteauneuf-sur-Sarthe, dans le département de Maine-et-Loire (Anjou). Cette ferme appartenait alors au comte d'Armaillé. 
Jules de Liron d'Airoles, éminent pomologue nantais, a relaté que l'arbre désespérément stérile, âgé alors d'une vingtaine d'années, avait failli disparaître mais que celui qui était chargé de l'abattre s'était (par bonheur) ravisé. La hache l'avait déjà entamé mais cette opération avait poussé l'arbre à produire. On a estimé qu'il serait bien de soumettre ses fruits à une personne apte à les juger et à commercialiser l'arbre le cas échéant. De fait, Anne-Pierre Audusson, un des pépiniéristes-artisans du comice horticole de Maine-et-Loire (de son jardin sera issue plus tard la poire 'Doyenné du Comice') a jugé ce poirier vraiment digne d'intérêt et s'est chargé de le promouvoir et de le diffuser.

## Observations
Cette poire a été l'objet d'une culture considérable vers le milieu du XIXe siècle. C'était l'une des plus cultivées.
De par sa facilité à être transportée et ses qualités gustatives, de l'Anjou, berceau de cette variété, on en expédiait des dizaines de milliers de tonnes, du port de Nantes ; on la commercialisait dans toute l'Europe.
Fruit adapté aux régions froides, qui peut être cultivé en altitude. Malheureusement, l'arbre devient désormais de plus en plus sensible à la tavelure.